# مزرعة رمضان زارع (فراغة)
مزرعة رمضان زارع (بالفارسية: مزرعه رمضان زارع و شرکا) هي منطقة سكنية تقع في إيران في يزد.